# 巴黎的忧郁

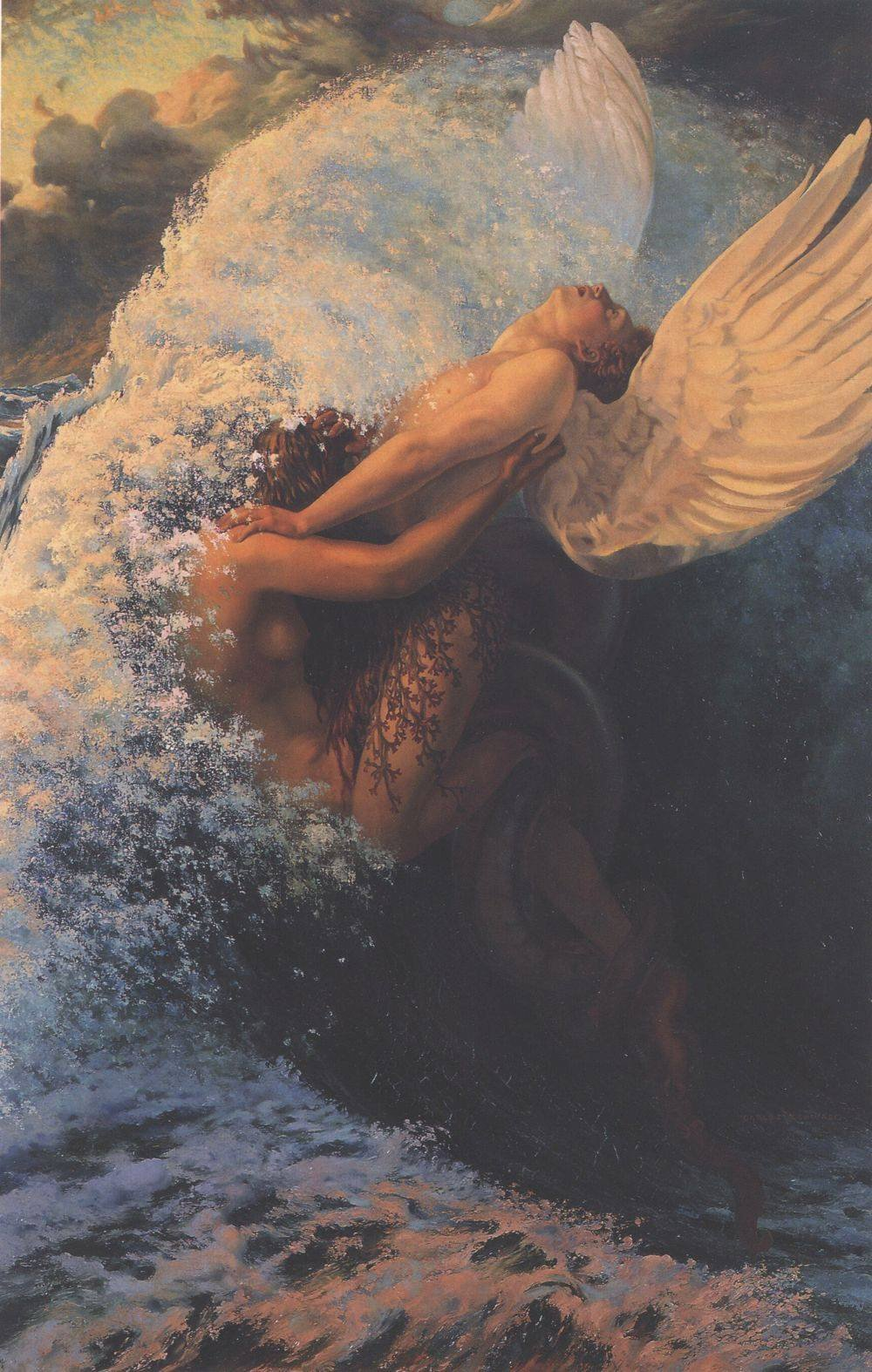

《巴黎的忧郁》（法语：Le Spleen de Paris）是法国诗人夏尔·波德莱尔的一部散文詩集，共有50首，于1869年出版，与现代主义文学有关。
波德莱尔提到，他此前读过至少两次阿洛伊苏斯·贝特朗的Gaspard de la Nuit，被认为是最早的散文诗。虽然受贝特朗的启发，但是波德莱尔的散文诗是基于巴黎的当代生活，而不是贝特朗使用的中世纪背景。他这样描述自己的作品：“这是又一本《恶之花》，但是更自由、细腻、也更辛辣。”事实上，在这部作品中，许多主题，甚至包括波德莱尔早期作品《恶之花》的主题也进行了重新审视。
这些诗没有特定的顺序，没有开始，没有结束，它们可以像意识流小说一样阅读。这些诗的要点是“捕捉现代城市生活之美”。
作品的标题不是指腹部器官脾脏，而是指这个词的另一个含义，更文学化的意义，“没有明显原因的忧郁，以厌恶一切为特征”

## 主题
- 快乐
- 清醒和陶醉
- 艺术家/诗人
- 女人
- 死亡与时间的流逝
- 城市
- 贫穷/阶级